# جیلیان کاولی
جیلیان کاولی (انگلیسی: Gillian Cowley؛ زادهٔ ۸ ژوئیه ۱۹۵۵) بازیکن هاکی روی چمن اهل زیمبابوه بود.
وی به‌همراه تیم ملی هاکی روی چمن زنان زیمبابوه به مدال طلا بازی‌های المپیک تابستانی ۱۹۸۰ رسیده‌است.